# Cos'è cos'è
Cos'è cos'è è stato un programma televisivo italiano condotto da Jocelyn Hattab, andato in onda dal 1 luglio al 30 settembre 1991 dal lunedì al venerdì, nella fascia oraria preserale di Canale 5 (con inizio alle 19:30 e nelle ultime settimane anticipato alle 18:55, mantenendo comunque la durata complessiva di un'ora).

## Formato
Si trattava di un quiz che coinvolgeva gli spettatori che potevano partecipare in tre modalità: come pubblico presente in studio, telefonando da casa, o recandosi di persona in una delle piazze d'Italia con cui il programma quotidianamente si collegava in esterna, con l'assistenza di Antonella Elia (poi sostituita da Carmela Vincenti).
I giochi proposti avevano ciascuno un montepremi di partenza di 10 milioni di lire, che cresceva ad ogni tentativo di risposta sbagliato, ed erano due:  
- lo Spliz-plic, in cui si doveva indovinare la definizione esatta, composta da una frase, di un piccolo particolare di cui veniva mostrata una foto; ogni concorrente aveva il diritto di chiedere un'indicazione al conduttore prima di enunciare la sua definizione: in alcuni casi il montepremi ha raggiunto cifre considerevoli (svariate decine di milioni di lire) in quanto per parecchie puntate la soluzione non veniva trovata. Uno dei più celebri indovinelli riguardava un particolare dell'obelisco della Stele di Axum.
- il Puzzle Vip, in cui veniva mostrata una composizione fotografica di un volto composto da 5 parti prese da più personaggi famosi, di cui il concorrente doveva indovinare i nomi corretti.

Le soluzioni dei due giochi erano custodite dentro a delle teche trasparenti, chiuse a chiave. In caso di vincita, Jocelyn apriva la teca per dimostrare la soluzione dei quesiti: nel caso dello "Spliz-plic" estraeva le foto del particolare e del totale dell'oggetto; nel caso del "Puzzle Vip" invece estraeva una videocassetta, che inseriva poi in un lettore facendo riprodurre un filmato esplicativo che mostrava da quali personaggi erano stati estratti i particolari del volto.
L'atmosfera della trasmissione, favorita dal tono scherzoso del conduttore, era leggera e spensierata, tipica della stagione estiva. A questo scopo era funzionale, oltre che la scenografia molto colorata (cielo azzurro, onde del mare, frutti esotici ed elementi tropicali) la presenza in studio di 5 ragazze, che Jocelyn coinvolgeva continuamente con battute e siparietti, e che avevano la funzione di "centraliniste": ricevevano infatti le telefonate degli aspiranti concorrenti da casa, intrattenendoli nell'attesa di passarli poi in diretta per giocare. Si trattava di Patrizia Scarozza, Beatrice Pagano (sostituita poi da Elena Russo), Micaela Bernardoni, Veronika Logan e Cristina Rinaldi. Esse erano inoltre protagoniste del gioco dello sponsor, in cui c'erano in palio delle salviettine d'oro: un concorrente (presente in studio o in collegamento esterno), dopo aver scelto la ragazza preferita, doveva indovinare in quale secchio sospeso, collegato a una leva, si nascondessero le salviette di carta; gli altri secchi erano pieni d'acqua: ecco perché quasi sempre nella seconda parte della trasmissione una delle ragazze aveva un asciugamano sui capelli o i capelli bagnati.
Inoltre il conduttore spesso interpellava, facendo intervenire anche in video, sia uno degli autori (con funzione di "notaio"), sia alcuni componenti della squadra tecnica (l'assistente di studio, la truccatrice, gli operatori di ripresa, la regista) esplicitando anche agli occhi del pubblico alcuni aspetti della produzione televisiva "dietro le telecamere": cosa insolita per quei tempi, soprattutto in ambito Fininvest, dove le produzioni dei programmi registrati in onda a cadenza giornaliera erano per lo più fortemente serializzate e confezionate in modo talmente pulito da risultare spesso impersonali e molto simili tra di loro. Nel corso dell'ultima puntata Jocelyn imbracciò perfino una telecamera a spalla, rompendo gli schemi per diventare lui stesso operatore di ripresa e girovagare per lo studio in cerca di curiosità.

## Produzione
La trasmissione veniva realizzata nello studio 2 del Centro di Produzione Safa Palatino di Roma, e si caratterizzava tecnicamente per essere la prima trasmissione di intrattenimento del Gruppo Fininvest ad andare in onda in diretta, benché storicamente si riconduca di solito tale primato a Non è la Rai e Buona Domenica. Nel corso della trasmissione, fu introdotto anche un collegamento con la testata giornalistica di Videonews, che forniva una forma embrionale di breve notiziario "live" chiamato Canale 5 News, in cui Cesara Buonamici, Cristina Parodi, o Alessandro Cecchi Paone (presente anche una volta fisicamente in studio), interagendo con Jocelyn, fornivano aggiornamenti sulle ultime notizie (presumibilmente tale "collegamento" era fatto con uno studio limitrofo o in un angolo dello stesso; infatti nello stesso centro di produzione era stabilita la redazione giornalistica da cui, il 13 gennaio 1992, avrebbe poi debuttato il TG5 che tuttora va in onda e che venne trasmesso proprio dallo studio 2).
I luoghi dei collegamenti in esterna variavano settimanalmente in varie parti d'Italia (furono visitati tra l'altro Lugo di Romagna, Santa Severa, Viterbo, Bracciano, Nemi, Rocca di Papa, Sermoneta). All'inizio della settimana veniva mostrata una breve "cartolina" filmata con le principali attrattive della cittadina e durante la trasmissione venivano illustrate anche le iniziative o gli eventi previsti con lo scopo di promozione turistica dei luoghi visitati.
Numerosi sono i legami con la trasmissione Non è la Rai: infatti la messa in onda di quest'ultima iniziò (nello studio accanto, il n°1) quando ancora mancavano tre settimane alla fine del ciclo di produzione di Cos'è cos'è coinvolgendo una parte del suo cast artistico, che già nel corso del mese di agosto abbandonò la trasmissione di Jocelyn per dedicarsi alle prove e ai preparativi della nuova creatura di Gianni Boncompagni, destinata poi ad entrare nel cult televisivo degli anni novanta. Questo è stato il caso di Antonella Elia e di Beatrice Pagano (entrambe peraltro fecero successivamente visita alla trasmissione dopo averla abbandonata, in qualità di ospiti). Anche le altre "centraliniste" furono presenti fin dalla prima puntata a Non è la Rai, partecipando poi per tempistiche diverse, alcune soltanto per un breve periodo, altre anche per le successive stagioni. Infine lo stesso gioco dello sponsor, cosiddetto delle "secchiate", fu poi ripreso a Non è la Rai e riproposto negli anni successivi.

## Curiosità
Il titolo della trasmissione era indicato nei titoli di testa della sigla come Cose' Cose'  in maniera formalmente erronea ma probabilmente voluta: infatti il conduttore lo ha riportato nello stesso modo intitolando il video dello spezzone della trasmissione da lui stesso caricato online quasi vent'anni dopo. Sulle guide TV ed articoli di giornale era invece sempre indicato nella forma italiana corretta.